# Curia Vitkov

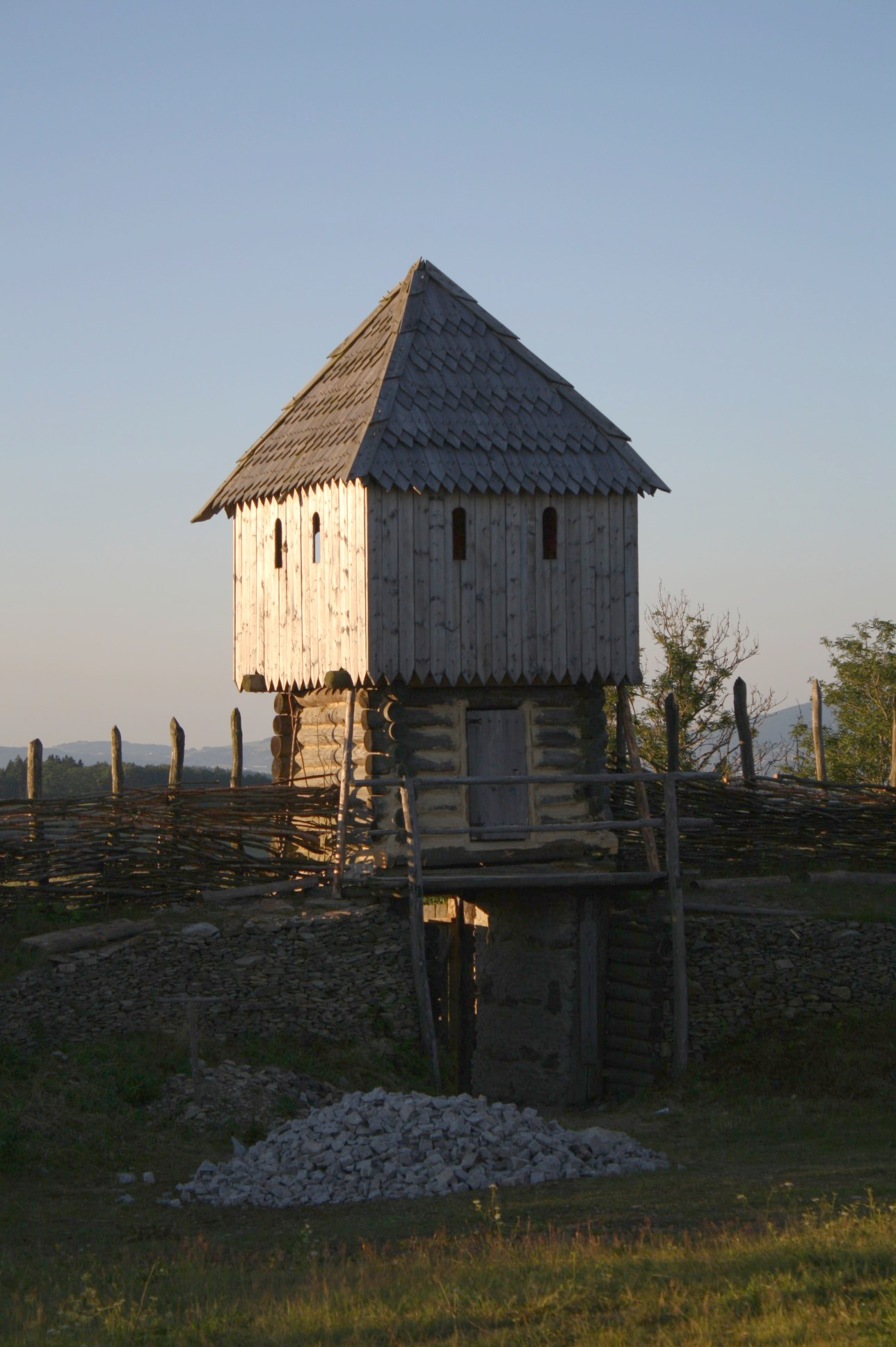
Eingangstor, 2012

Die Curia Vitkov, bis 2007 Wothanburg genannt, ist ein archäologisches Freilichtmuseum beim Ortsteil Horní Vítkov von Chrastava in Tschechien. Sie befindet sich südöstlich des Dorfes Horní Vítkov, gegenüber dem Výhledy (Gickelsberg, 569 m) auf der Kuppe des Vítkovský kopec (Wittigberg, 503 m) über dem Tal des Vítkovský potok.
Die seit 1999 errichtete hölzerne Anlage ist ein freier Nachbau eines frühmittelalterlichen befestigten Landadelssitzes mit vorgelagerter Handwerkersiedlung aus dem 12. und 13. Jahrhundert. Sie entstand ohne konkretes historisches Vorbild und wurde den in Böhmen, Mähren und der Oberlausitz typischen Formen befestigter Landadelshöfe aus der zweiten Hälfte des 12. bis zum Anfang des 13. Jahrhunderts nachgestaltet. Grundlage bildeten u. a. die in Chvojen bei Benešov, Týnec nad Sázavou, Vroutek, Bedřichův Světec und Kundratice bei Ausgrabungen vorgefundenen Anlagen.
Die Anlage wird von einem Wall mit 2,5 m hohen hölzernen Palisaden der Bauart „Polský plot“ umgeben. Ins Innere führt ein 6 m hoher gezimmerter Torturm. Das am anderen Ende der Befestigung befindliche hintere Tor führt in die Handwerkersiedlung. Vorgesehen ist die Errichtung einer romanischen Emporenkirche nach dem Vorbild der Kirche „Mariä Aufnahme in den Himmel“ in Mohelnice nad Jizerou.
Träger der Anlage ist der in Liberec ansässige Verein „Curia Vitkov o.s.“ Er wurde 1999 unter Namen „Občanské sdružení Wothanburg“ gegründet und änderte am 1. März 2007 seinen Namen. Die Curia Vitkov wird für Mittelalterveranstaltungen genutzt. Es werden darin u. a. Sommerlager, mittelalterliche Handwerksvorführungen und historische Fechtspektakel abgehalten. Außerhalb der Veranstaltungen ist die Anlage nicht öffentlich zugänglich.